# کیسوکه کومازاوا
کیسوکه کومازاوا (انگلیسی: Keisuke Kumazawa؛ زادهٔ ۲۹ ژوئن ۱۹۸۹) بازیکن فوتبال اهل ژاپن است.